# Stadtbad Wedding
Das Stadtbad Wedding war eine der Volksbadeanstalten, die um die Wende zum 20. Jahrhundert in Berlin und dessen Vororten errichtet wurden. Es stand in der Gerichtstraße im Ortsteil Gesundbrunnen. Als Schwimmbad wurde es 2002 außer Betrieb genommen. Nach der Veräußerung an einen Privatinvestor firmierte es unter dem Namen Stattbad Wedding und diente anderen kulturellen Zwecken. Im Jahr 2016 wurde die Immobilie wiederum verkauft, der neue Eigentümer aus Regensburg hat vor, auf der Fläche Wohnungen zu errichten.

## Geschichte

### Bau und Badebetrieb
Das Gebäude wurde 1907–1908 errichtet, um der schnell anwachsenden Bevölkerung Hygiene-, Bade- und Sportmöglichkeiten zu bieten, da es in den Mietshäusern, die damals vor allem in der Nähe der neuen Fabriken für die Arbeiter und deren Familien errichtet worden waren, keine Duschen oder Badewannen gab. Die Baupläne für das Volksbad stammten vom Berliner Stadtbaurat Ludwig Hoffmann, der für andere Ortsteile des damaligen Berlins Stadtbäder und andere kommunale Gebäude entwarf. Am 15. Juni 1908 wurde die Volksbadeanstalt eingeweiht; ihre Hauptbestandteile waren zwei Schwimmbecken, die entsprechend ihrer Abmessungen als Kleine Halle und als Große Halle bezeichnet wurden. Die kleinere war den Frauen vorbehalten, die größere den Männern. Darüber hinaus gab es eine Bäderabteilung und Umkleidemöglichkeiten. Die ursprüngliche Architektur ähnelte dem Stadtbad Oderberger Straße, das bereits zuvor nach Hoffmanns Plänen gebaut worden war.

Historische Bilder (1910)
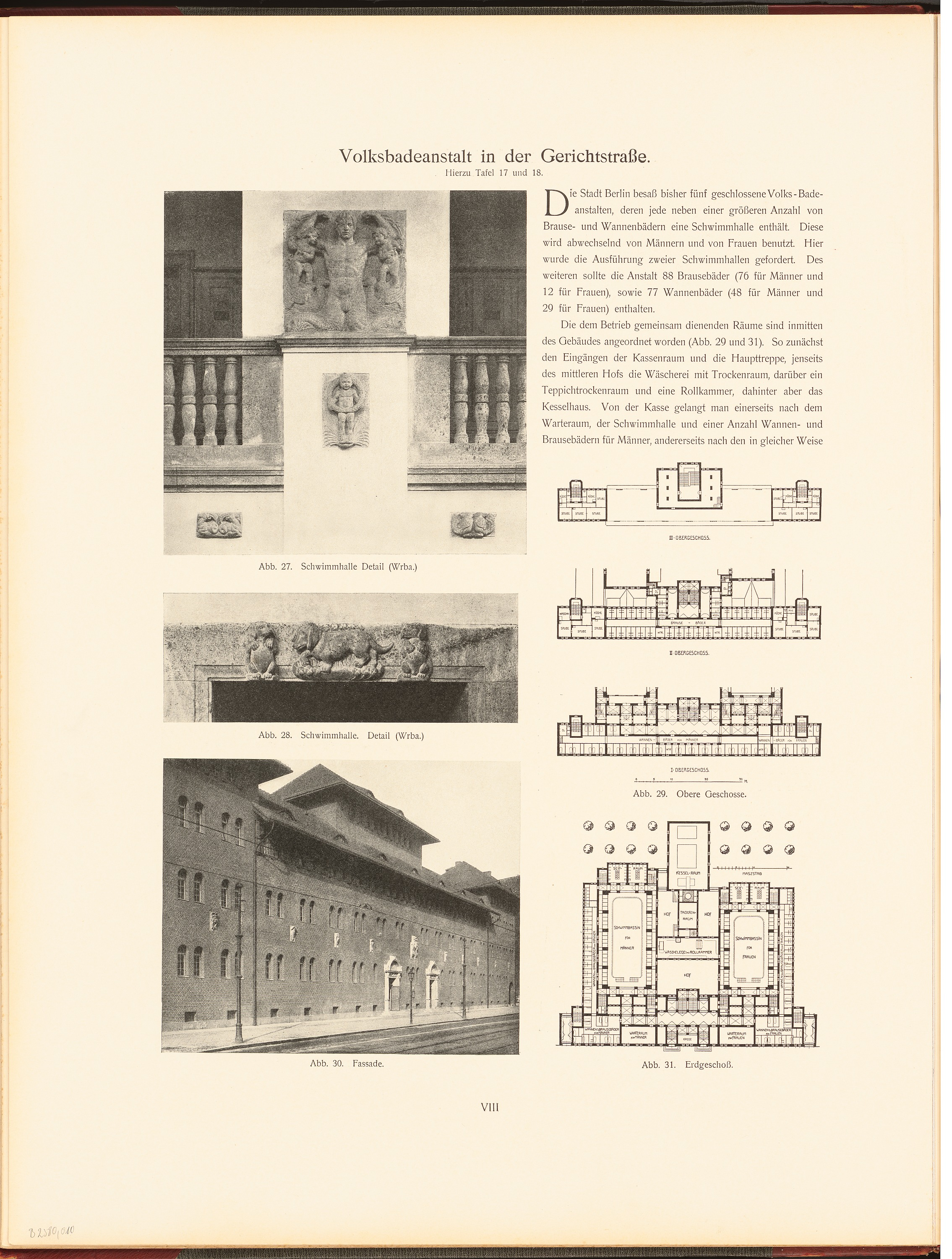
Grundriss EG, 1. OG, 2. OG, 3. OG, Ansicht, Details
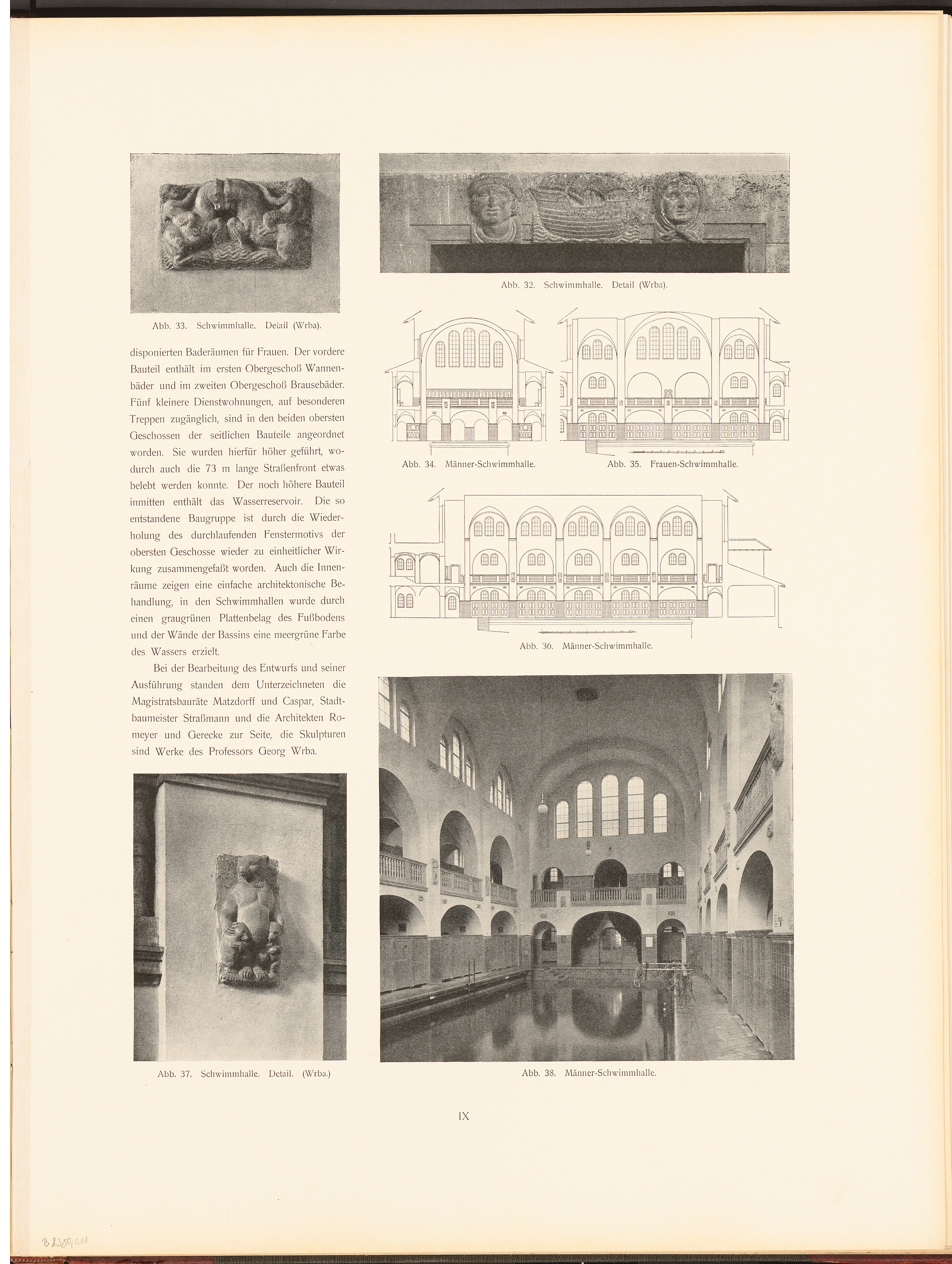
Innenansicht Männerschwimmhalle, Schnitte Männerschwimmhalle, Frauenschwimmhalle, Details
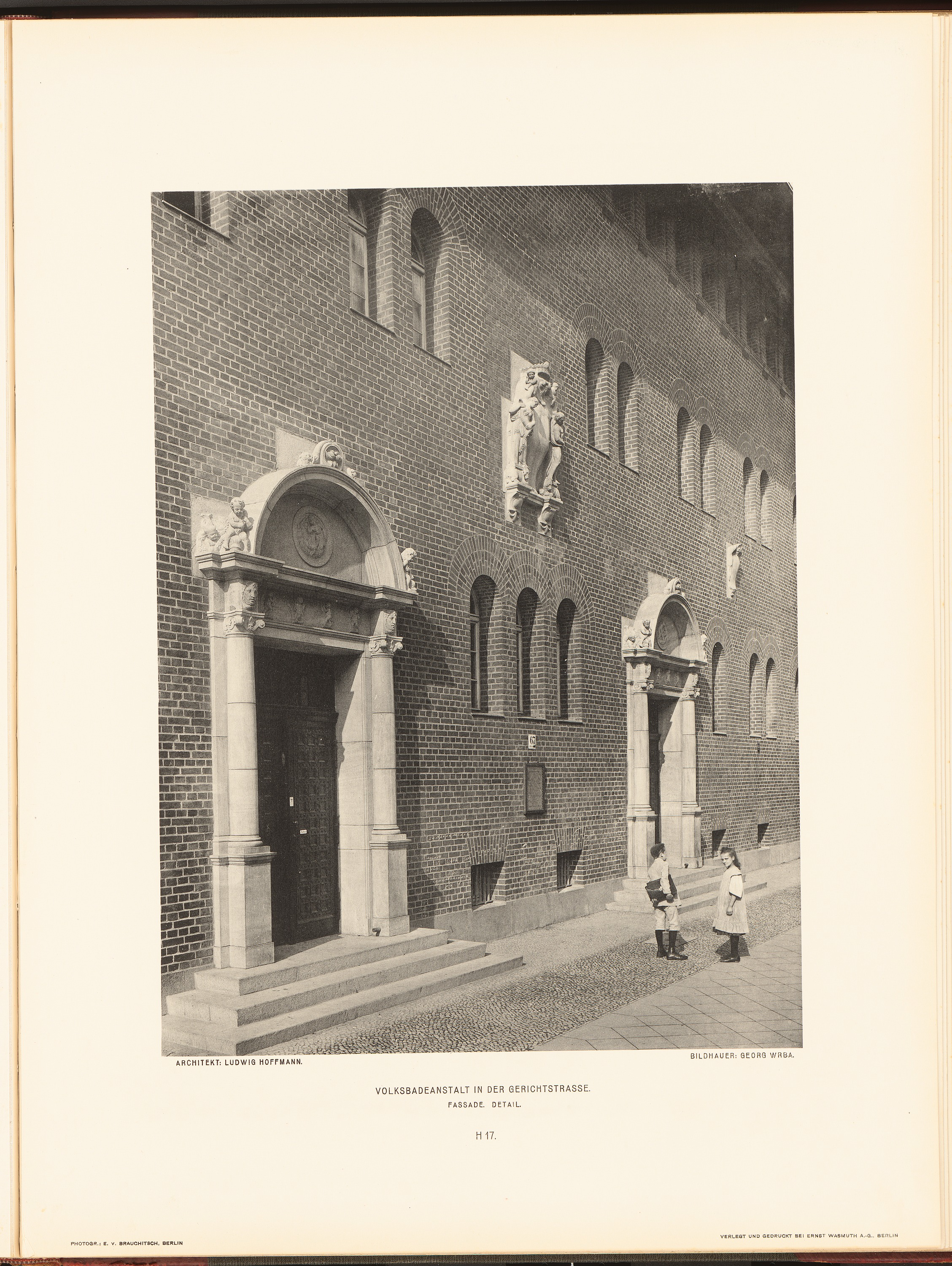
Eingang Gerichtstraße
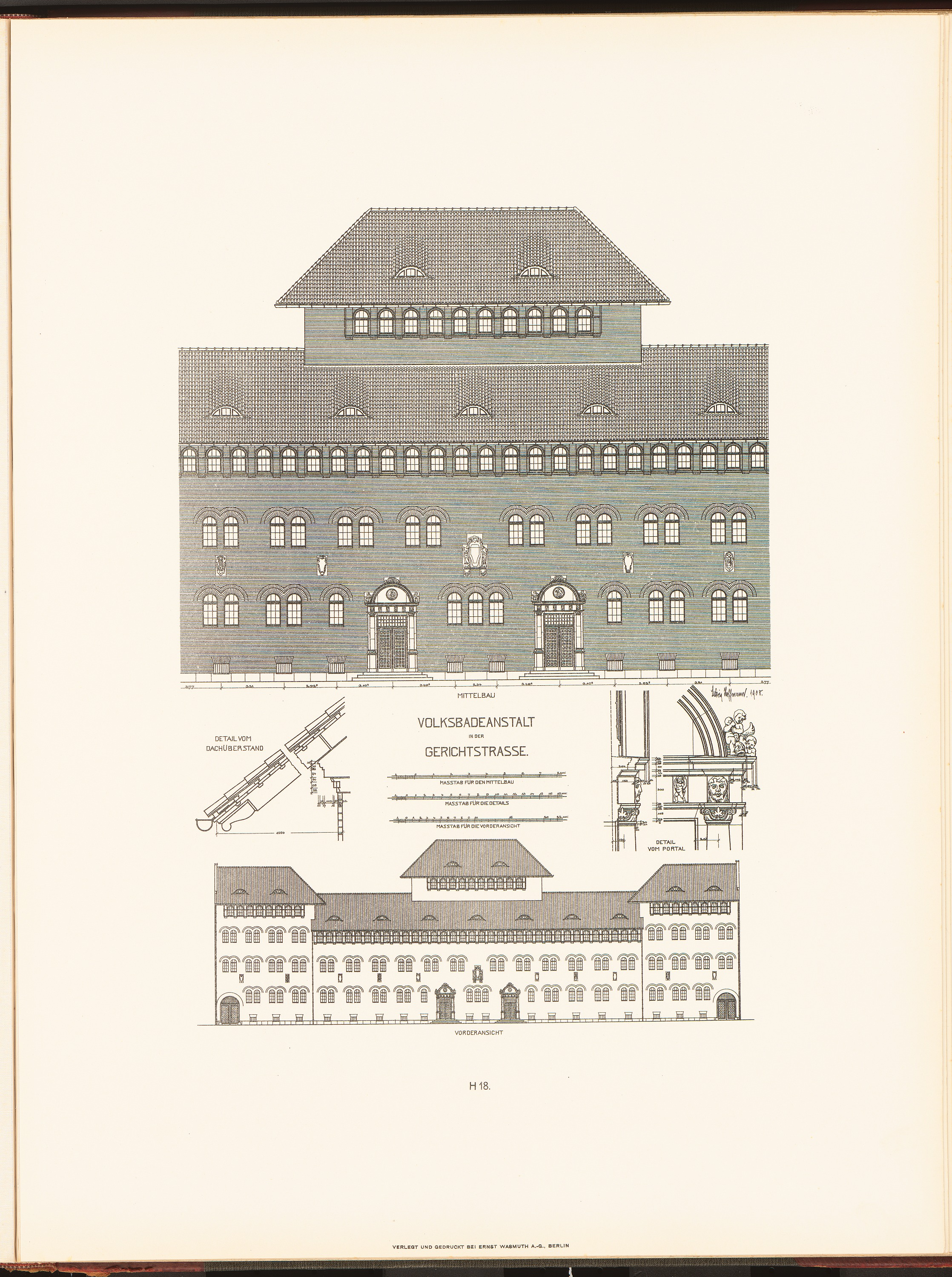
Ansicht, Ansicht Mittelbau, Details

### Zerstörung und Wiederaufbau
Kurz vor Ende des Zweiten Weltkriegs wurde das Hauptgebäude an der Gerichtstraße zerstört.

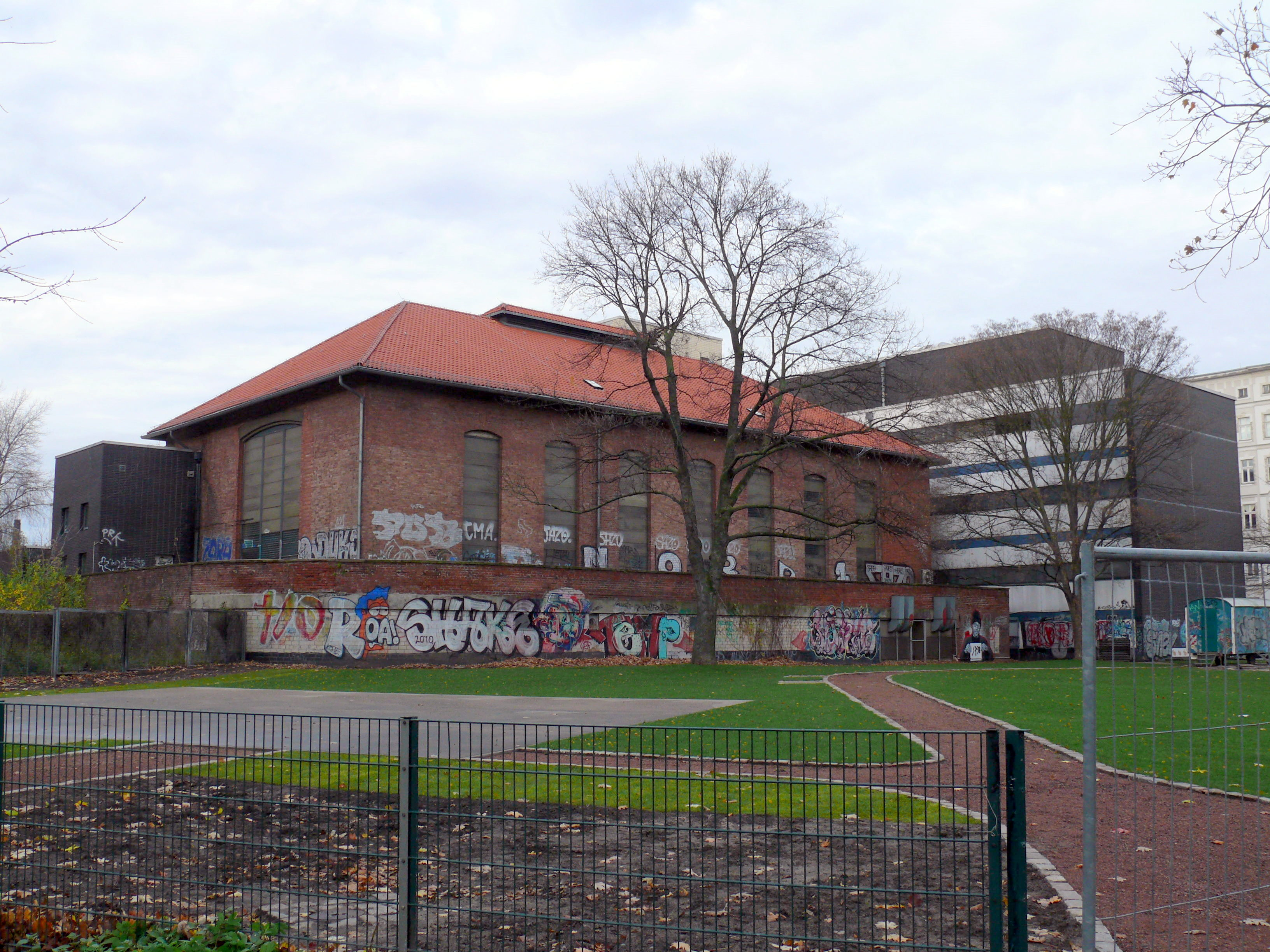
Stadtbad Wedding mit der Großen Halle von der Ravenéstraße aus, 2010

In den späten 1950er Jahren ließ das damalige Bezirksamt Wedding den Hauptbau unter Beibehaltung der Grundmauern und der Abmessungen im Zeitgeist wieder aufbauen. Die Fassade erhielt eine Verkleidung aus roten und grauen Glasscheiben, neue technische Einbauten wurden vorgenommen. Die kleine Halle wurde nun als Kinderbad eingerichtet und erhielt unter anderem eine Rutsche in Form eines Elefanten. Der backsteinerne Bautrakt mit der großen Schwimmhalle, der sich zur Ravenéstraße hin erstreckt, war erhalten und konnte nach Reparaturen und Sanierungsarbeiten wieder nutzbar gemacht werden. 1956 diente das Stadtbad Wedding als Kulisse für den Film Die Halbstarken.

### Ende des Schwimmbadbetriebs und Umnutzung
Nach Jahrzehnten intensiver Nutzung musste das Stadtbad aus baulichen und hygienischen Gründen im Jahr 2002 schließen. Die Anlage stand zunächst einige Jahre leer, während der Senat sie zum Verkauf anbot. Der Immobilienentwickler Arne Piepgras erwarb das Bad schließlich und ermöglichte ab 2009 kurzfristige Zwischennutzungen für kulturelle Zwecke. Im Jahr 2011 reichte er beim zuständigen Bezirksamt Mitte einen Bauantrag ein, nach dem hier eine 800 Personen fassende Konzerthalle entstehen sollte. Die Genehmigung wurde im März 2012 erteilt.
Bei der provisorischen Wiedereröffnung 2009 erhielt die Einrichtung die Bezeichnung Stattbad Wedding. Jochen Küpper, Geschäftsführer des Betreibervereins, installierte mit seinem Team im Becken der kleinen Halle und in den Kellerräumen die Eröffnungsausstellung No more sugar for the monkeys, die als Wegweiser für die programmatische Ausrichtung des Hauses gelten sollte. Schwerpunkt war die Street- und Urban-Art. Das Stattbad hatte danach durch zahlreiche Ausstellungen und Projekte einen internationalen Ruf erworben und galt als authentischer Vertreter der Szene unter den Künstlern. Das Becken der großen Halle wurde 2012 als temporäre Skatebahn vom Künstlerkollektiv 3Eck gestaltet. Die jungen Künstler hatten im Juli 2012 die Einrichtung der im Eingangsbereich zu findenden Stattbar neu entworfen. Der Künstler David Johannson und der Gastronom Sylvio Schubert leiteten die Einrichtung als Tages-Kantine, Galerie und Bar. Als Dauermieter hatten sich rund 70 Künstler in Studios und Ateliers in den oberen Geschossen des Hauses eingerichtet, darunter Musiker wie Jochen Diestelmeyer oder Peaches sowie Maler und Schriftsteller. Von 2011 bis 2015 war auch ein Berliner Hackerspace, die Raumfahrtagentur, in den ehemaligen Räumen des Solariums im Haus untergebracht.
Das Konzept des Gebäudes stand im Wedding in der Kritik von Gentrifizierungsgegnern und Stadtteilaktivisten. Der Investor Arne Piepgras setzte auf die Aufwertung des Ortsteils durch Kultureinrichtungen, was unter anderem zu steigenden Mieten und der Verdrängung der angestammten Bevölkerung führte. Zusätzlich sollte mit einer größeren Summe das frühere Stadtbad umfangreich ausgebaut werden. Als Kernstück war die zu einem Konzertraum umfunktionierte große Halle werden. Eine Dauerausstellung von Streetart- und Skater-Kunst war geplant sowie die kurzfristige Vermietung kleinerer Räume als Arbeitsmöglichkeit für Kreative. Die etablierten Künstler sollten bleiben können.

### Schließung und beschlossener Abriss

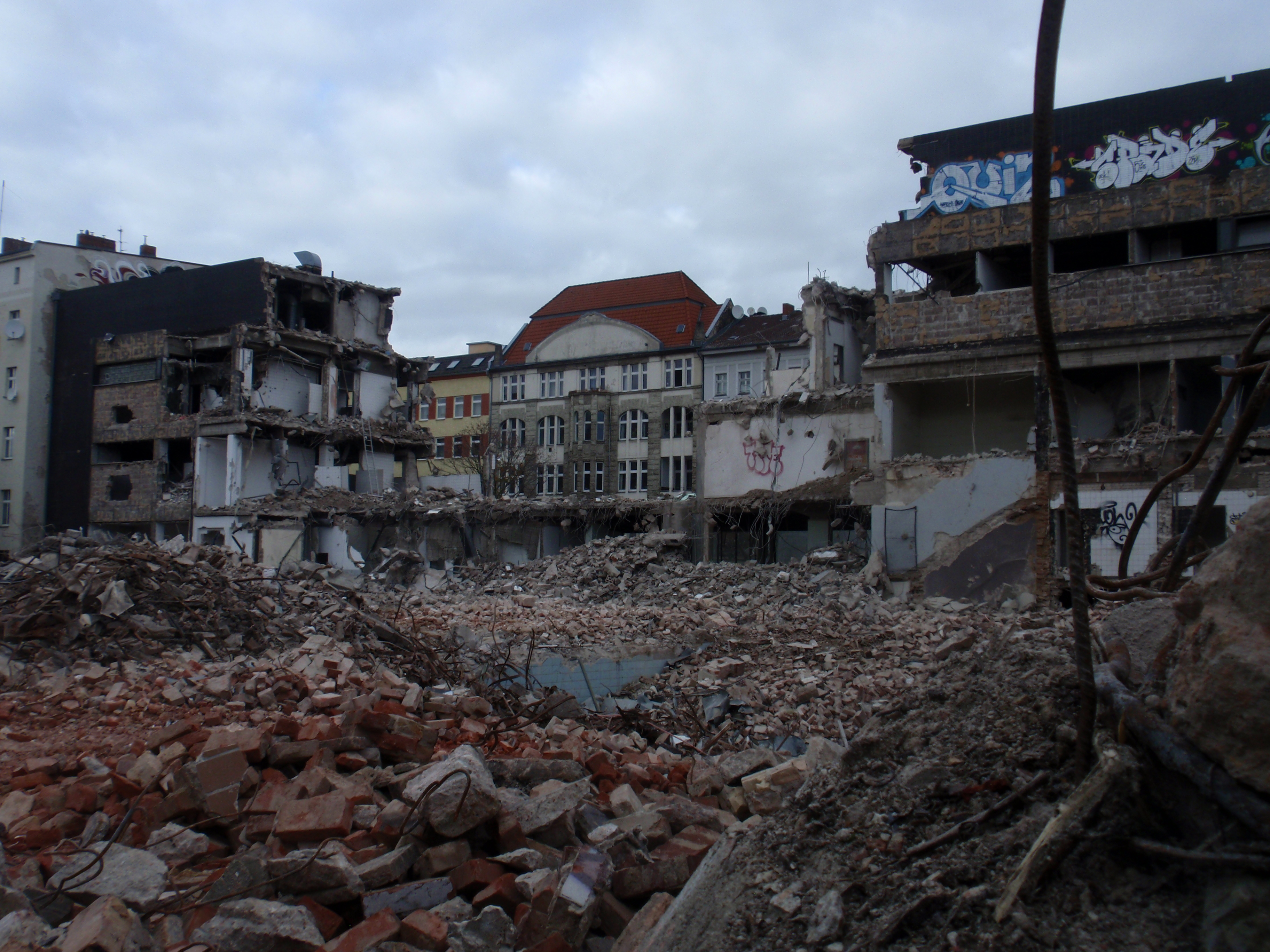
Abriss im Oktober 2016

Im Mai 2015 ließ das Bauamt Mitte das Stattbad schließen, nachdem die angekündigten Investitionen nicht erfolgt sind. Die Künstler mussten das Gebäude verlassen.
Ein Käufer aus dem Immobilienbereich, die Regensburger Firma Lambert, wurde gefunden, die sämtliche Teile des Badekomplexes abreißen und auf der Fläche eine Wohnanlage errichten will. Die Abrissgenehmigung liegt inzwischen (Stand: Oktober 2016) vor, ein Bauantrag ist dagegen noch nicht gestellt worden. Eine Bürgerinitiative setzt sich für den Erhalt oder zumindest für die Einbeziehung der breiten Öffentlichkeit betreffs der Zukunft des Bades ein und formuliert unter anderem: „Diese Petition fordert alle politischen Verantwortlichen im Abgeordnetenhaus von Berlin und in der Senatsverwaltung sowie die Mitglieder der Bezirksverordnetenversammlung Mitte, den zuständigen Baustadtrat Carsten Spallek und den Bezirksbürgermeister Christian Hanke dazu auf, alle zur Verfügung stehenden Möglichkeiten auszuschöpfen um die Zerstörung dieses einzigartigen Bauensembles abzuwenden. Die Zukunft des Stadtbads muss unter Einbezug der Öffentlichkeit, des Eigentümers und der politischen Entscheidungsträger ausführlich diskutiert und langfristig gedacht werden, mit besonderer Beachtung der Bedürfnisse der Anwohner, der Nachbarschaft und der Kulturschaffenden im Bezirk.“